# Narodni park Lura - Deja
Narodni park Lura - Deja (albansko Parku Kombëtar "Lurë-Mali i Dejës") je narodni park v severovzhodni Albaniji, ki se razteza na razširjenem območju 202,42 km2 od leta 2018 tako, da zajema celotno gorsko verigo Kunora e Lurës, nekdanji narodni park Zall - Gjocaj, in gore Deja. Park je bil prvotno ustanovljen leta 1966 za zaščito različnih ekosistemov in biotske raznovrstnosti kot narodni park Lura. Nadmorska višina se giblje med 1500–2300 m. Svetovna zveza za varstvo narave (IUCN) je park uvrstila v kategorijo II. Kljub temu je opisano kot pomembno območje za ptice in rastline, ker podpira pomembne vrste ptic in rastlin.

## Geografija
Narodni park Lura - Deja je zaradi velike variabilnosti nadmorske višine gosto poseljen z rastlinjem. Višje rastlinstvo je sestavljeno predvsem iz iglavcev in listavcev, zlasti ob obalah jezer. Najpogostejše drevo v Luri je navadna bukev, poleg bele jelke, črnega bora, Pinus resinosa in bosanskega bora. Posebej zaščiten je balkanski bor, ki mu grozi izumrtje in je pogost le na zahodu Balkanskega polotoka. Na južnem delu parka je travnik z raznobarvnim cvetjem in več iglastimi drevesi, ki se imenuje Polje kobil, s katerega se odpirajo nedotaknjeni razgledi na pokrajino. V fitogeografskem smislu spada park v kopensko ekoregijo mešanih gozdov Pindskega gorstva, palearktičnega sredozemskega gozda, makije in grmičevja.

## Rastlinstvo in živalstvo
Park hrani številne vrste. Najpomembnejše divje živali, ki živijo v parku, so rjavi medved, ris, volk, kuna zlatica, srnjad in divji petelin. Mali sesalci so navadna veverica in navadni polh. Dvanajst ledeniških jezer v narodnem parku je nastalo v ledeni dobi. So v severovzhodnem delu države v okrožju Dibër na nadmorski višini med 1200 in 1500 m. Vsako jezero nosi ime, ki je povezano z njegovo najbolj značilno lastnostjo.
Zall Gjoçaj, del razširjenega parka, je močno razpokana in gorata pokrajina z veliko raznolikostjo naravnih značilnosti, vključno z dolinami, ledeniškimi jezeri in gostimi gozdovi brez človekovega posredovanja. Nadmorska višina območja se giblje od 600 metrov do več kot 2000 metrov nad Jadranom. Geomorfološke razmere v regiji odražajo dinamično geološko zgodovino, tektonske premike in erozivno delovanje rek, ki tečejo skozi park.
Večino ozemlja pokriva mešanica bukve, jelke, bora, jesena in javorja, ki raste na apnencu in dolomitu. Gozdovi parka so pomembni, ker nudijo zavetje številnim živalskim vrstam. Najbolj opazna med njimi sta rjavi medved in sivi volk. Drugi veliki sesalci so risi, srne in ptice, kot je planinski orel.
Po besedah albanskega pesnika Gjergja Fishte, »Kdor ni videl Lure, ni videl Albanije«, medtem ko je bila priznana britanska popotnica Edith Durham citirana takole: »Ko sem prišla do Qafë Lurë, sem videla tako lepo polje, kakršnega še nisem videla nikjer na Balkanu«.

## Postkomunizem
Po padcu komunizma v 1990-ih je območje utrpelo veliko krčenje gozdov zaradi nezakonite sečnje in gozdnih požarov, ki so resno prizadeli ekosisteme. Ocenjuje se, da je bilo uničenih kar 50 % prvotnega narodnega parka Lura. Leta 2014 je albanska vlada sprožila kontroverzno sanacijsko kampanjo, vključno s pogozdovanjem, delom na cestah in postavitvijo novih znakov.
Lokalni deležniki so projekt kritizirali kot zgolj površen. Lokalne nevladne organizacije, kot je Ecovolis, medtem poskušajo oživiti park s sajenjem dreves in odstranjevanjem naplavin okoli jezer, od katerih nekatera že usihajo. Narava pomaga tudi z naravnim širjenjem semen novih dreves, ki rastejo na različnih območjih parka.
Namestitev obsega več družinsko vodenih hotelov in penzionov v bližini parka v Fushë-Lurë. Na območju okoli Lure so tradicionalne stolpnice, nekoč industrijsko rudarsko mesto Kurbnesh, osmanske mošeje in nedavno prenovljena katoliška cerkev. Regija je tudi dom albanskega podpisnika za neodvisnost Dom Nikollë Kaçorrija.
Maja 2002 je Joseph Limprecht, ki je služil kot veleposlanik ZDA v Albaniji, umrl zaradi srčnega napada, v starosti 55 let, med obiskom narodnega parka Lure.

## Pogled
Leta 2018 je bil park razširjen in preimenovan v narodni park Lurë - Mali i Dejës, da bi vključil nekdanji narodni park Zall-Gjocaj s skupno površino 20.242 ha. Albanska vlada je predstavila načrt, ki bi območje spremenil v agroturistično žarišče v okviru pobude 100 vasi, ki vključuje prenovo tradicionalnih stolpičev in rekonstrukcijo ceste, ki povezuje park z Rrešenom in avtocesto A1. Gradbena dela za slednjo so se začela konec leta 2021 z razširitvijo in stabilizacijo obstoječe voziščne konstrukcije.

### Pogozdovanje
Leta 2019 so številne lokalne nevladne organizacije, kot sta Co-Plan in North Green Association, v sodelovanju z lokalnimi zainteresiranimi stranmi posadile 1000 novih dreves znotraj zavarovanega območja.
Leta 2020 se je GIZ Albanija lotil zasaditve 7000 dreves v Luri.
Od leta 2021 je projekt Trees for Lurë na območju nacionalnega parka zasadil 22793 dreves in obnovil 15,22 ha gozda. Leta 2022 je Trees for Lurë ustanovil drevesnico v Fushë-Lurë in začel lokalno gojiti sadike, pri čemer je v sezoni sajenja leta 2023 posadil prvih 1081 lokalno vzgojenih dreves.
Vendar pa prihodnost razširjenega narodnega parka ogroža gradnja hidroelektrarn v Zall-Gjocaju, ki bi še bolj ohromila že tako krhek ekosistem tega območja.

## Galerija
- Liqeni i Kallabës. Jasno se vidi razdejanje zaradi nezakonite sečnje
- Liqeni i Lurës
- Liqeni i Madh od zgoraj
- Liqeni i Madh
- Pogled na jezero
- Zall-Gjocaj
- gora Dejes
- Panorama